# Campionati italiani di sci alpino 2012
I Campionati italiani di sci alpino 2012 si sono svolti a Roccaraso dal 20 al 24 marzo. Il programma ha incluso gare di discesa libera, supergigante, slalom gigante e slalom speciale, tutte sia maschili sia femminili.
Trattandosi di competizioni valide anche ai fini del punteggio FIS, vi hanno partecipato anche sciatori di altre federazioni, senza che questo consentisse loro di concorrere al titolo nazionale italiano. 

## Risultati

### Uomini

#### Discesa libera
| Pos. | Atleta             | Nazione | Tempo   |
| ---- | ------------------ | ------- | ------- |
| 1    | Hagen Patscheider  | Italia  | 1:00,00 |
| 2    | Peter Fill         | Italia  | 1:00,11 |
| 3    | Dominik Paris      | Italia  | 1:00,35 |
| 4    | Giulio Bosca       | Italia  | 1:00,40 |
| 5    | Matteo Marsaglia   | Italia  | 1:00,49 |
| 6    | Siegmar Klotz      | Italia  | 1:00,67 |
| 7    | Patrick Staudacher | Italia  | 1:00,70 |
| 8    | Michele Cortella   | Italia  | 1:00,74 |
| 9    | Paolo Pangrazzi    | Italia  | 1:00,97 |
| 10   | Matteo De Vettori  | Italia  | 1:00,04 |

Data: 20 marzo

Località: Roccaraso

Ore: 

Pista: Direttissima

Partenza: 1 900 m s.l.m.

Arrivo: 1 430 m s.l.m.

Dislivello: 470 m

Lunghezza: 1 880 m

Tracciatore:

#### Supergigante
| Pos. | Atleta              | Nazione | Tempo   |
| ---- | ------------------- | ------- | ------- |
| 1    | Matteo Marsaglia    | Italia  | 1:02,29 |
| 2    | Peter Fill          | Italia  | 1:02,65 |
| 3    | Dominik Paris       | Italia  | 1:03,13 |
| 4    | Luca De Aliprandini | Italia  | 1:03,19 |
| 5    | Paolo Pangrazzi     | Italia  | 1:03,26 |
| 6    | Hagen Patscheider   | Italia  | 1:03,31 |
| 7    | Siegmar Klotz       | Italia  | 1:03,33 |
| 8    | Giulio Bosca        | Italia  | 1:03,58 |
| 9    | Silvano Varettoni   | Italia  | 1:03,82 |
| 10   | Mattia Casse        | Italia  | 1:03,83 |

Data: 21 marzo

Località: Roccaraso

Ore: 

Pista: Direttissima

Partenza: 1 850 m s.l.m.

Arrivo: 1 430 m s.l.m.

Dislivello: 420 m

Lunghezza: 1 640 m

Tracciatore:

#### Slalom gigante
| Pos. | Atleta              | Nazione | Tempo   |
| ---- | ------------------- | ------- | ------- |
| 1    | Davide Simoncelli   | Italia  | 2:07,28 |
| 2    | Peter Fill          | Italia  | 2:07,65 |
| 3    | Matteo Marsaglia    | Italia  | 2:08,23 |
| 4    | Roberto Nani        | Italia  | 2:08,57 |
| 5    | Luca De Aliprandini | Italia  | 2:08,84 |
| 6    | Michael Gufler      | Italia  | 2:08,96 |
| 7    | Alexander Ploner    | Italia  | 2:09,00 |
| 8    | Andrea Ballerin     | Italia  | 2:09,32 |
| 9    | Federico Vanz       | Italia  | 2:09,57 |
| 10   | Hagen Patscheider   | Italia  | 2:10,11 |

Data: 22 marzo

Località: Roccaraso

1ª manche:

Ore: 

Pista: Lago d'Avoli

Partenza: 1 840 m s.l.m.

Arrivo: 1 470 m s.l.m.

Dislivello: 370 m

Tracciatore:

2ª manche:

Ore: 

Pista: Lago d'Avoli

Partenza: 1 840 m s.l.m.

Arrivo: 1 470 m s.l.m.

Dislivello: 370 m

Tracciatore:

#### Slalom speciale
| Pos. | Atleta               | Nazione | Tempo   |
| ---- | -------------------- | ------- | ------- |
| 1    | Roberto Nani         | Italia  | 1:41,10 |
| 2    | Giuliano Razzoli     | Italia  | 1:41,87 |
| 3    | Giovanni Borsotti    | Italia  | 1:42,76 |
| 4    | Andrea Ballerin      | Italia  | 1:43,28 |
| 5    | Giordano Ronci       | Italia  | 1:43,30 |
| 6    | Thierry Marguerettaz | Italia  | 1:43,64 |
| 7    | Stefano Baruffaldi   | Italia  | 1:44,15 |
| 8    | Matteo De Vettori    | Italia  | 1:44,71 |
| 9    | Andrea Dorotei       | Italia  | 1:44,96 |
| 10   | Giacomo De Marchi    | Italia  | 1:45,14 |

Data: 23 marzo

Località: Roccaraso

1ª manche:

Ore: 

Pista: Lago d'Avoli

Partenza: 1 655 m s.l.m.

Arrivo: 1 470 m s.l.m.

Dislivello: 185 m

Tracciatore:

2ª manche:

Ore: 

Pista: Lago d'Avoli

Partenza: 1 655 m s.l.m.

Arrivo: 1 470 m s.l.m.

Dislivello: 185 m

Tracciatore:

### Donne

#### Discesa libera
| Pos. | Atleta                | Nazione | Tempo   |
| ---- | --------------------- | ------- | ------- |
| 1    | Elena Fanchini        | Italia  | 1:02,23 |
| 2    | Verena Stuffer        | Italia  | 1:02,40 |
| 3    | Lisa Magdalena Agerer | Italia  | 1:02,41 |
| 4    | Daniela Merighetti    | Italia  | 1:02,69 |
| 5    | Francesca Marsaglia   | Italia  | 1:02,79 |
| 6    | Anna Hofer            | Italia  | 1:03,22 |
| 7    | Enrica Cipriani       | Italia  | 1:03,22 |
| 8    | Elena Curtoni         | Italia  | 1:03,32 |
| 9    | Camilla Borsotti      | Italia  | 1:03,56 |
| 10   | Ida Giardini          | Italia  | 1:03,62 |

Data: 24 marzo

Località: Roccaraso

Ore: 

Pista: Direttissima

Partenza: 1 900 m s.l.m.

Arrivo: 1 430 m s.l.m.

Dislivello: 470 m

Lunghezza: 1 880 m

Tracciatore:

#### Supergigante
| Pos. | Atleta                | Nazione | Tempo    |
| ---- | --------------------- | ------- | -------- |
| 1    | Daniela Merighetti    | Italia  | 1:00,34  |
| 2    | Federica Brignone     | Italia  | 1:000,83 |
| 3    | Lisa Magdalena Agerer | Italia  | 1:00,95  |
| 4    | Anna Hofer            | Italia  | 1:01,05  |
| 5    | Elena Curtoni         | Italia  | 1:01,06  |
| 6    | Francesca Marsaglia   | Italia  | 1:01,13  |
| 7    | Enrica Cipriani       | Italia  | 1:01,49  |
| 8    | Verena Stuffer        | Italia  | 1:01,70  |
| 9    | Sabrina Fanchini      | Italia  | 1:02,36  |
| 10   | Janina Schenk         | Italia  | 1:02,43  |

Data: 22 marzo

Località: Roccaraso

Ore: 

Pista: Direttissima

Partenza: 1 900 m s.l.m.

Arrivo: 1 430 m s.l.m.

Dislivello: 470 m

Lunghezza: 1 880 m

Tracciatore:

#### Slalom gigante
| Pos. | Atleta                | Nazione | Tempo   |
| ---- | --------------------- | ------- | ------- |
| 1    | Denise Karbon         | Italia  | 2:09,67 |
| 2    | Lisa Magdalena Agerer | Italia  | 2:10,04 |
| 3    | Nadia Fanchini        | Italia  | 2:10,10 |
| 4    | Giulia Gianesini      | Italia  | 2:10,35 |
| 5    | Sabrina Fanchini      | Italia  | 2:10,60 |
| 6    | Elena Curtoni         | Italia  | 2:11,36 |
| 7    | Francesca Marsaglia   | Italia  | 2:12,72 |
| 8    | Benedetta Cumani      | Italia  | 2:12,78 |
| 9    | Karoline Pichler      | Italia  | 2:13,36 |
| 10   | Camilla Borsotti      | Italia  | 2:13,83 |

Data: 21 marzo

Località: Roccaraso

1ª manche:

Ore: 

Pista: Lago d'Avoli

Partenza: 1 840 m s.l.m.

Arrivo: 1 470 m s.l.m.

Dislivello: 370 m

Tracciatore:

2ª manche:

Ore: 

Pista: Lago d'Avoli

Partenza: 1 840 m s.l.m.

Arrivo: 1 470 m s.l.m.

Dislivello: 370 m

Tracciatore:

#### Slalom speciale
| Pos. | Atleta                | Nazione | Tempo   |
| ---- | --------------------- | ------- | ------- |
| 1    | Irene Curtoni         | Italia  | 1:44,56 |
| 2    | Federica Brignone     | Italia  | 1:44,88 |
| 3    | Chiara Costazza       | Italia  | 1:45,80 |
| 4    | Elena Curtoni         | Italia  | 1:45,89 |
| 5    | Janina Schenk         | Italia  | 1:46,96 |
| 6    | Sara Pramstaller      | Italia  | 1:47,17 |
| 7    | Nicole Gius           | Italia  | 1:47,48 |
| 8    | Camilla Borsotti      | Italia  | 1:47,70 |
| 9    | Michela Borgis        | Italia  | 1:48,11 |
| 10   | Lisa Magdalena Agerer | Italia  | 1:48,12 |

Data: 20 marzo

Località: Roccaraso

1ª manche:

Ore: 

Pista: Lago d'Avoli

Partenza: 1 655 m s.l.m.

Arrivo: 1 470 m s.l.m.

Dislivello: 185 m

Tracciatore:

2ª manche:

Ore: 

Pista: Lago d'Avoli

Partenza: 1 655 m s.l.m.

Arrivo: 1 470 m s.l.m.

Dislivello: 185 m

Tracciatore: